# Mons Piton

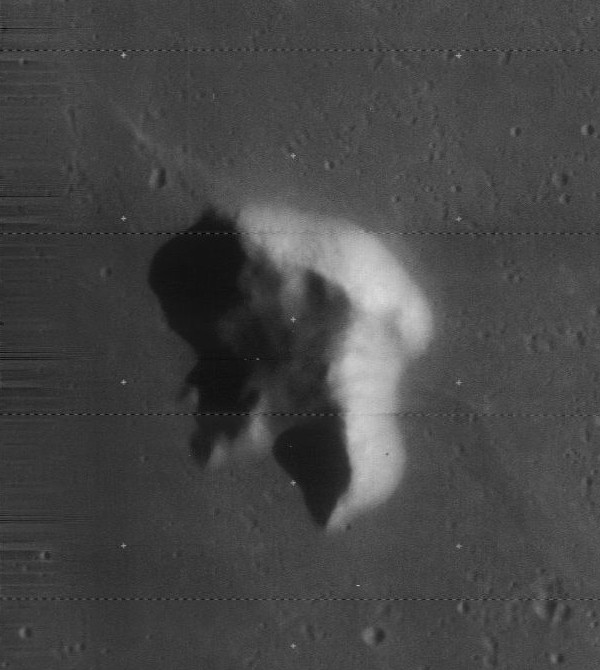
Mons Piton sur la Lune.

Le Mons Piton (41, −1) est un massif montagneux lunaire nommé d'après sa similitude avec un des pics de Tenerife. C'est un sommet isolé du nord-est de la Mer des Pluies et haut de 2 250 mètres pour une base de 25 km de diamètre.